# Институт языковой и профессиональной подготовки Карлова университета
Институт языковой и профессиональной подготовки Карлова университета (чеш. Ústav jazykové a odborné přípravy Univerzity Karlovy v Praze (ÚJOP)) — структура в составе Карлова университета в Праге, занимающаяся разработкой методик преподавания чешского языка как иностранного в течение более чем 50 лет и берущая своё начало от Университета им. 17 ноября. Институт организует годовые подготовительные курсы для иностранных абитуриентов, в рамках которых лица даже без знания чешского языка могут овладеть в полной мере языком (как правило, B2 CEFR) и изучить недостающий объём материала по профильным предметам, вызванный разницей с чешской системой образования. Спектр курсов охватывает все отрасли наук, подготовку к обучению в бакалавриате, магистратуре и докторантуре всевозможных чешских вузов.
Ежегодно в институте проходят подготовку более 1 000 иностранных абитуриентов из стран СНГ, Африки, Латинской Америки и Западной Европы, что делает его крупнейшей организацией по подготовке к обучению в вузах Чехии.
Институт является единственным в Чехии образовательным учреждением, занимающимся на постоянной основе анализом аспектов обучения иностранцев чешскому языку, а также профильным предметам, благодаря чему он является членом организации ALTE, объединяющей национальные центры по сдаче языковых экзаменов (Институт имени Гёте, Институт Сервантеса и др.). Также в компетенцию института входят:
- Сертификационные экзамены по чешскому языку согласно CEFR
- Семинары и стажировки для зарубежных преподавателей чешского
- Организация курсов общего чешского языка
- Прием итоговых экзаменов на курсах по чешскому языку в Чешских центрах при посольствах Чехии[1]

## Структура

### Учебные центры
- В Праге открыто 3 центра:
  - Кристалл (с 2010 года) — подготовка к архитектурным, творческим и гуманитарным факультетам.
  - Гостиварж (с 2013 года) — подготовка иностранцев к экономическим факультетам.
  - Воршилска (с 2020 года, до переноса и переименования с 1987 года как уч. центр Альбертов) — широкий спектр курсов общего чешского, не ведущий подготовку к обучению в вузах (от 6-недельных до годовых).
- Подебрады (с 1983 года) — первый и главный центр, в настоящее время осуществляющий подготовку иностранцев к бакалавриату, магистратуре и докторантуре по техническим специальностям.
- Марианске-Лазне (с 1980-х лет) — подготовка иностранцев к бакалавриату, магистратуре медицинских, химических и биологических факультетов.

### Прочие подразделения
- Центр сертификации по чешскому языку
- Центр онлайн-курсов
- Методический центр в г. Подебрады